# تتانس
تتانس (به اسپانیایی: Totanés) یک شهرستان در اسپانیا است که در استان تولدو واقع شده‌است.

## خصوصیات
تتانس ۲۶ کیلومترمربع مساحت و ۴۱۷ نفر جمعیت دارد و ۷۳۰ متر بالاتر از سطح دریا واقع شده‌است.